# An Ideal for Living
| Recensione   | Giudizio |
| ------------ | -------- |
| AllMusic     | [ 2 ]    |
| Melody Maker | buono    |

An Ideal for Living è l'EP d'esordio del gruppo post-punk inglese Joy Division, pubblicato il 3 giugno 1978.

## Il disco

### Registrazione
Tutte le tracce furono registrate ai Pennine Sound Studios, Oldham, il 14 dicembre 1977. 

### Contenuto
La pubblicazione rispecchia le prime influenze punk della band, in contrasto con lo stile post-punk che la band avrebbe sviluppato in seguito.

### Copertina del disco
La copertina dell'album consiste nella figura in bianco e nero di un biondo membro della Gioventù hitleriana che suona un tamburo, disegnata dal chitarrista Bernard Sumner (chiamato "Bernard Albrecht" all'interno della custodia) e le parole "Joy! Division" stampate in scrittura gotica. Il disegno di copertina, accoppiato alla natura del nome del gruppo, alimentò polemiche sul fatto che la band avesse simpatie naziste. Quando l'EP fu ripubblicato in vinile 12 pollici, la copertina originale fu sostituita dall'illustrazione di un ponteggio.

### Pubblicazione
Una versione 7" fu pubblicata nel giugno del 1978 dall'etichetta stessa della band Enigma Records (da non confondere con la casa discografica americana con lo stesso nome) che fu esaurita a settembre, seguita da una versione 12" il 10 ottobre dall'etichetta di proprietà della band Anonymous Records.
Tutte le tracce furono ripubblicate nella raccolta del 1988 Substance.
Una versione rimasterizzata dell'EP fu ristampato dalla Rhino Entertainment in concomitanza con il Record Store Day del 2014.

### Lascito
L'EP ispirò il singolo A Design for Life dei Manic Street Preachers.

### Accoglienza critica
Nella sua recensione retrospettiva, David Cleary di AllMusic scrisse che "[la] qualità del suono e la produzione di questa distribuzione è estremamente primitiva", mentre descrive l'uscita come "un eufemismo interessante, se non un grande EP." Notò anche che con la ripubblicazione delle tracce uno e tre sull'album di rarità Substance (le altre due furono originariamente incluse solo nelle versioni CD e cassetta dell'album), diminuì notevolmente il bisogno degli irriducibili fan dei Joy Division di procurarsi questo disco.

## Tracce

### 7": Enigma / PSS 139 (UK)
Testi e musiche dei Joy Division.
Lato A
1. Warsaw – 2:26
2. No Love Lost – 3:42

Lato B
1. Leaders of Men – 2:34
2. Failures – 3:44

- pubblicato anche nell'ottobre del 1978 in 12" (Anonymous Record / ANON 1)

## Formazione
- Ian Curtis - voce
- Bernard Sumner - chitarra
- Peter Hook - basso
- Stephen Morris - batteria

## Cronologia delle versioni
| Vinile | Data            | Etichetta         |
| ------ | --------------- | ----------------- |
| 7"     | 3 giugno 1978   | Enigma Records    |
| 12"    | 10 Ottobre 1978 | Anonymous Records |